# Damernas K-2 500 meter i kanotsport vid olympiska sommarspelen 2004
Damernas K-2 500 meter vid olympiska sommarspelen 2004 hölls på Helliniko Olympic Complex i Aten. 

## Medaljörer
| Gren           | Guld                               | Silver                                    | Brons                                          |
| K-2, 500 meter | Ungern Katalin Kovács Nataša Janić | Tyskland Birgit Fischer Carolin Leonhardt | Polen Aneta Pastuszka Beata Sokołowska-Kulesza |

## Resultat

### Heat
| Heat 1 |                                                    |          |    |
| 1.     | Katalin Kovács och Nataša Janić (HUN)              | 1:38.606 | QF |
| 2.     | Beatriz Manchon och Maria Teresa Portela (ESP)     | 1:41.338 | QF |
| 3.     | Caroline Brunet och Mylanie Barre (CAN)            | 1:43.434 | QF |
| 4.     | Shinobu Kitamoto och Yumiko Suzuki (JPN)           | 1:44.730 | QS |
| 5.     | Anne Laure Viard och Marie Delattre (FRA)          | 1:45.090 | QS |
| 6.     | Kathryn Colin och Lauren Spalding (USA)            | 1:45.158 | QS |
| 7.     | Florica Vulpeș och Lidia Talpă (ROU)               | 1:45.386 | QS |
| 8.     | Natalja Sergejeva och Ellina Uzjachova (KAZ)       | 1:46.710 | QS |
| Heat 2 |                                                    |          |    |
| 1.     | Birgit Fischer och Carolin Leonhardt (GER)         | 1:39.588 | QF |
| 2.     | Xu Linbei och Zhong Hongyan (CHN)                  | 1:40.943 | QF |
| 3.     | Aneta Pastuszka och Beata Sokołowska-Kulesza (POL) | 1:41.164 | QF |
| 4.     | Sofia Paldanius och Anna Karlsson (SWE)            | 1:44.059 | QS |
| 5.     | Deljana Datjeva och Bonka Pindzjeva (BUL)          | 1:44.268 | QS |
| 6.     | Hanna Putjkova och Alena Bets (BLR)                | 1:45.279 | QS |
| 7.     | Paula Harvey och Susan Tegg (AUS)                  | 1:46.319 | QS |

### Semifinal
| 1. | Deljana Datjeva och Bonka Pindzjeva (BUL)    | 1:44.246 | QF |
| 2. | Sofia Paldanius och Anna Karlsson (SWE)      | 1:44.570 | QF |
| 3. | Hanna Putjkova och Alena Bets (BLR)          | 1:45.234 | QF |
| 4. | Anne Laure Viard och Marie Delattre (FRA)    | 1:45.626 |    |
| 5. | Florica Vulpeș och Lidia Talpă (ROU)         | 1:45.770 |    |
| 6. | Natalja Sergejeva och Ellina Uzjachova (KAZ) | 1:46.214 |    |
| 7. | Kathryn Colin och Lauren Spalding (USA)      | 1:46.786 |    |
| 8. | Shinobu Kitamoto och Yumiko Suzuki (JPN)     | 1:47.614 |    |
| 9. | Paula Harvey och Susan Tegg (AUS)            | 1:51.402 |    |

### Final
| Gold   | Katalin Kovács och Nataša Janić (HUN)              | 1:38.101 |
| Silver | Birgit Fischer och Carolin Leonhardt (GER)         | 1:39.533 |
| Bronze | Aneta Pastuszka och Beata Sokołowska-Kulesza (POL) | 1:40.077 |
| 4.     | Xu Linbei och Zhong Hongyan (CHN)                  | 1:40.913 |
| 5.     | Beatriz Manchon och Maria Teresa Portela (ESP)     | 1:42.409 |
| 6.     | Deljana Datjeva och Bonka Pindzjeva (BUL)          | 1:42.553 |
| 7.     | Caroline Brunet och Mylanie Barre (CAN)            | 1:42.833 |
| 8.     | Sofia Paldanius och Anna Karlsson (SWE)            | 1:43.077 |
| 9.     | Hanna Putjkova och Alena Bets (BLR)                | 1:43.729 |